# Sankt Alexander Nevskij-kyrkan, Babi Les
Sankt Alexander Nevskij-kyrkan (belarusiska: Свята-Аляксандра-Неўская царква; translitteration: Svjata-Aljaksandra-Newskaja tsarkva) är en belarusisk-ortodox träkyrkobyggnad belägen i staden Babi Les, i distriktet Smaljavitjy rajon i Minsks voblast, i centrala Belarus.
Kyrkan är helgad åt det ryska helgonet Alexander Nevskij.

## Historik
Alexander Nevskij-kyrkan i Babi Les uppfördes 1894.

## Bilder

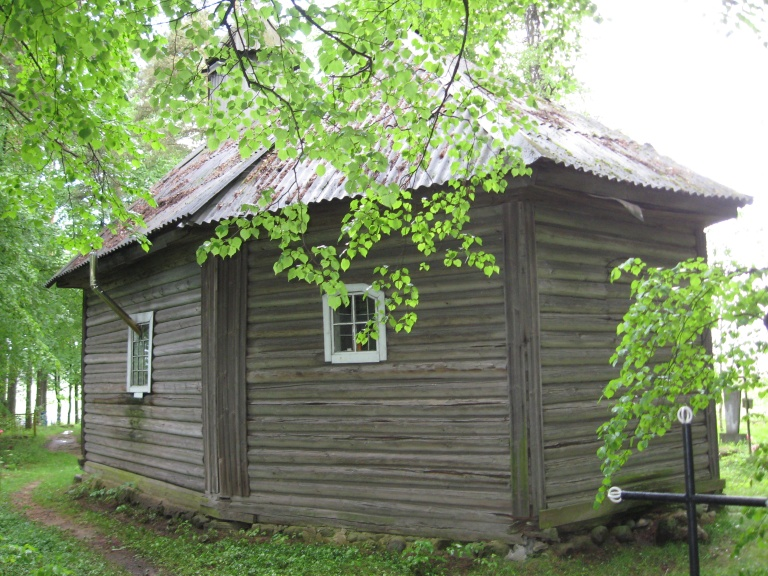
Kyrkans baksida.

### Allmänna källor
- Бабий Лес (globustut.by)
- Царква Святога Аляксандра Неўскага | вёска Бабі Лес Мінская вобласць (radzima.org)